# District de Mirpur Khas
Le district de Mirpur Khas ou Mirpurkhas (en ourdou : ضِلع تھرپارکر) est une subdivision administrative de la province du Sind au Pakistan. Constitué autour de sa capitale Mirpur Khas, le district est entouré par le district de Sanghar au nord, le district d'Umerkot à l'est, le district de Tharparkar au sud et enfin les districts de Badin et de Tando Allahyar à l'ouest.
Le district compte près de 1,5 million d'habitants en 2017, dont près d'un tiers sont hindous, soit la troisième plus importante proportion au sein du Pakistan. Le district est isolé et pauvre et la population vit surtout de l'agriculture. C'est un fief politique du Parti du peuple pakistanais.

## Histoire

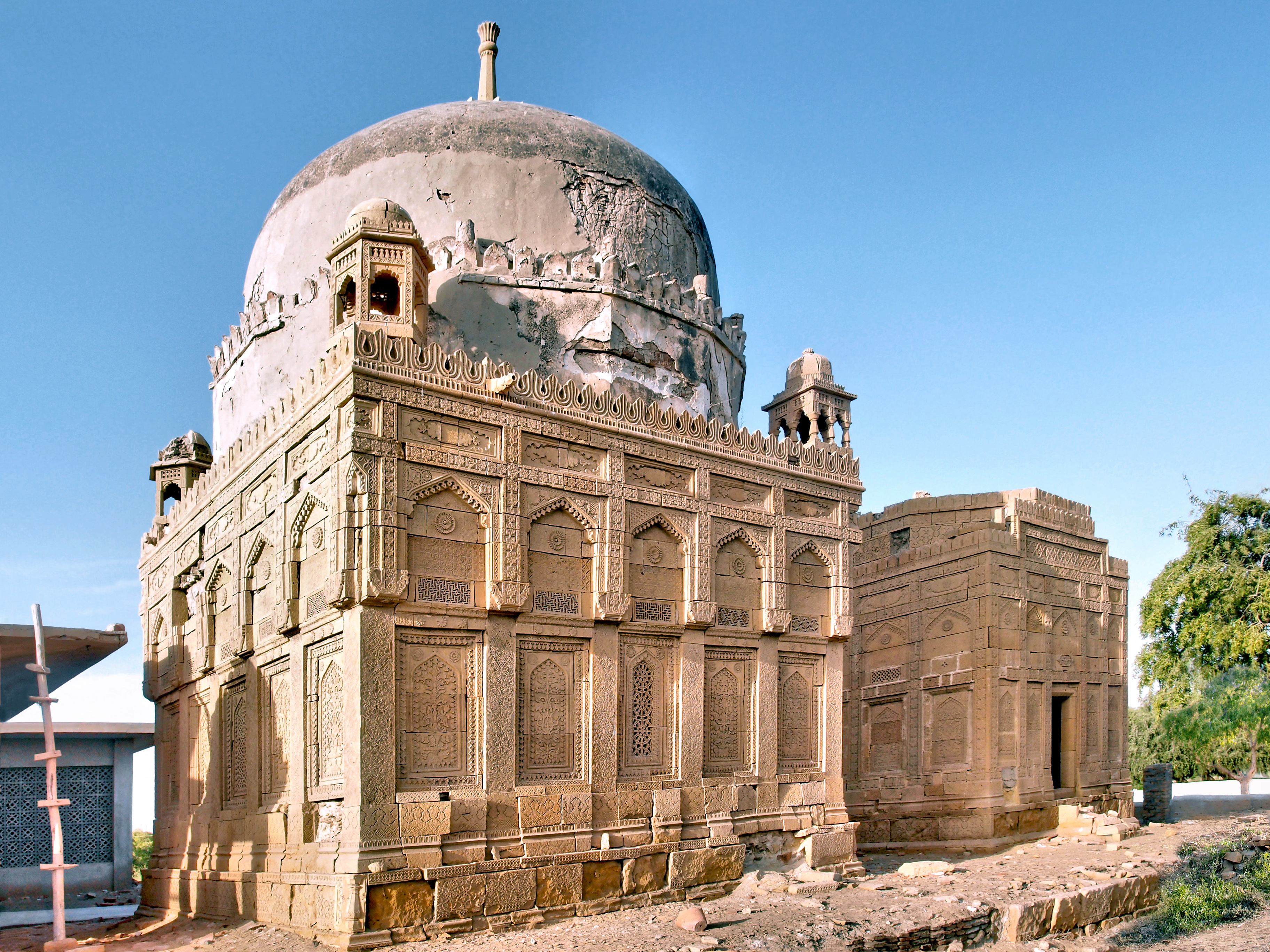
Le mausolée de Chitorri.

La région de Mirpur Khas a été sous la domination de diverses puissances au cours de l'histoire, notamment le Sultanat de Delhi puis l'Empire moghol, avant d'être est intégrée au Raj britannique en 1858.
Lors de l'indépendance vis-à-vis de l'Inde en 1947, la population majoritairement musulmane soutient la création du Pakistan. Des hindous quittent alors la région pour rejoindre l'Inde, tandis que des migrants musulmans venus d'Inde s'y installent.
Autrefois particulièrement vaste, le district de Mirpur Khas a perdu une grande partie de sa superficie avec la création des districts d'Umerkot et de Tharparkar dans les années 1990.

## Démographie
Lors du recensement de 1998, la population du district a été évaluée à 905 935 personnes, dont environ 33 % d'urbains. Le taux d'alphabétisation était de 36 % environ, soit moins que les moyennes nationale et provinciale de 44 % et 45 % respectivement. Il se situait à 46 % pour les hommes et 25 % pour les femmes, soit un différentiel de 19 points, semblable aux 20 points de la province.
Le recensement suivant mené en 2017 pointe une population de 1 505 876 habitants, soit une croissance annuelle de 2,1 %, un peu inférieure aux moyennes nationale et provinciale de 2,4 %.
La majorité de la population parle sindhi et le district compte la troisième plus grosse minorité hindoue du pays, soit 33 % des habitants, après les districts d'Umerkot et de Tharparkar.

## Administration

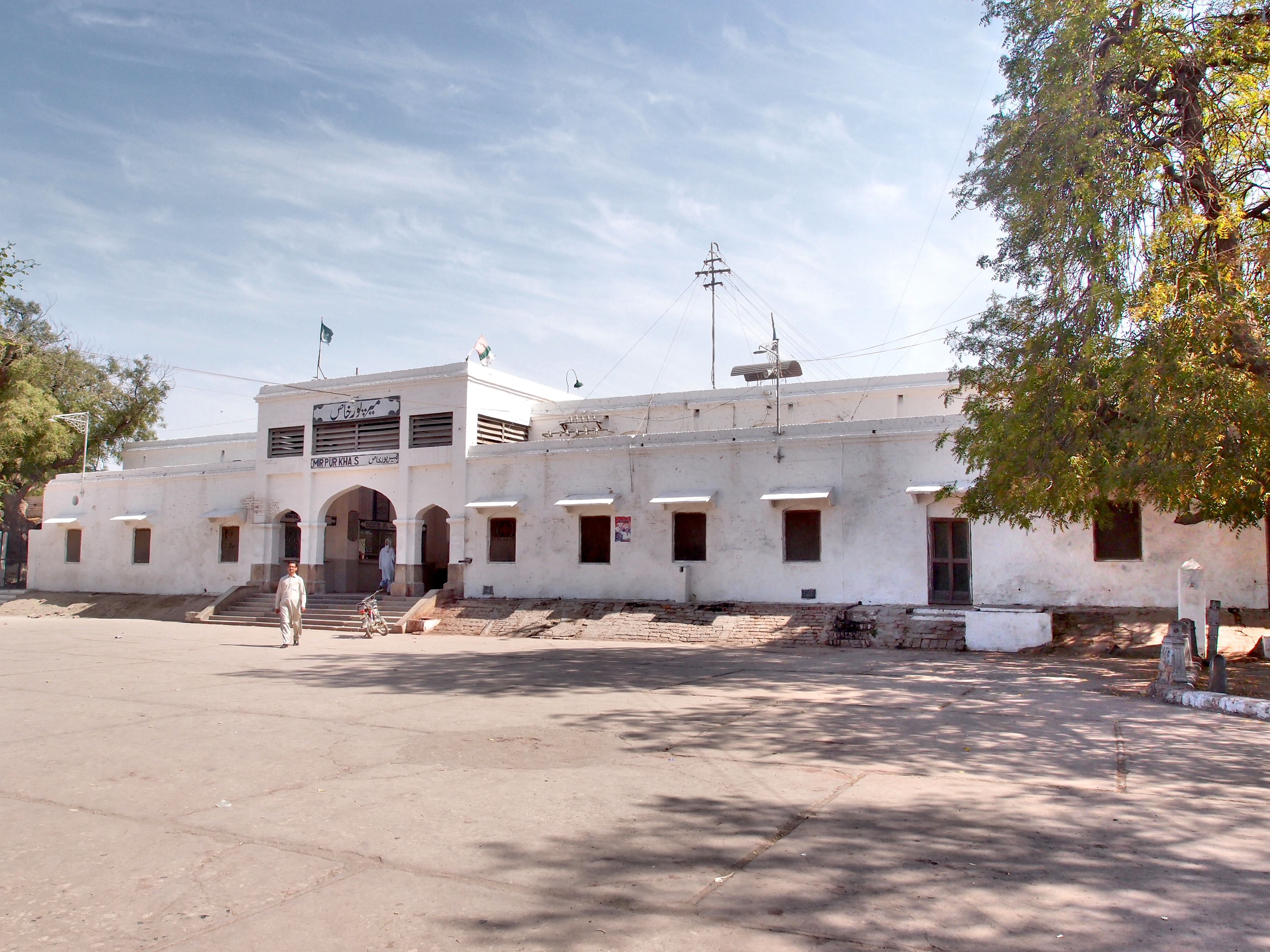
La gare de Mirpur Khas.

Le district est divisé en sept tehsils ainsi que 46 Union Councils.
| Tehsil              | Population (rec. 2017) |
| ------------------- | ---------------------- |
| Digri               | 214 499                |
| Hussain Bux Mari    | 150 285                |
| Jhudo               | 202 228                |
| Kot Ghulam Muhammad | 273 193                |
| Mirpur Khas         | 260 182                |
| Shujaabad           | 169 231                |
| Sindhri             | 236 258                |

Six villes du district comptent plus de 20 000 habitants. La plus importante est de loin la capitale Mirpur Khas, qui rassemble 16 % de la population du district et 55 % de sa population urbaine. Réunies, ces six villes réunissent près de 93 % de la population urbaine.
| Ville               | Population (rec. 2017) |
| ------------------- | ---------------------- |
| Mirpur Khas         | 233 916                |
| Tando Jan Mohammad  | 36 975                 |
| Digri               | 36 765                 |
| Jhudo               | 32 310                 |
| Kot Ghulam Muhammad | 27 833                 |
| Naukot              | 27 311                 |

## Économie et éducation

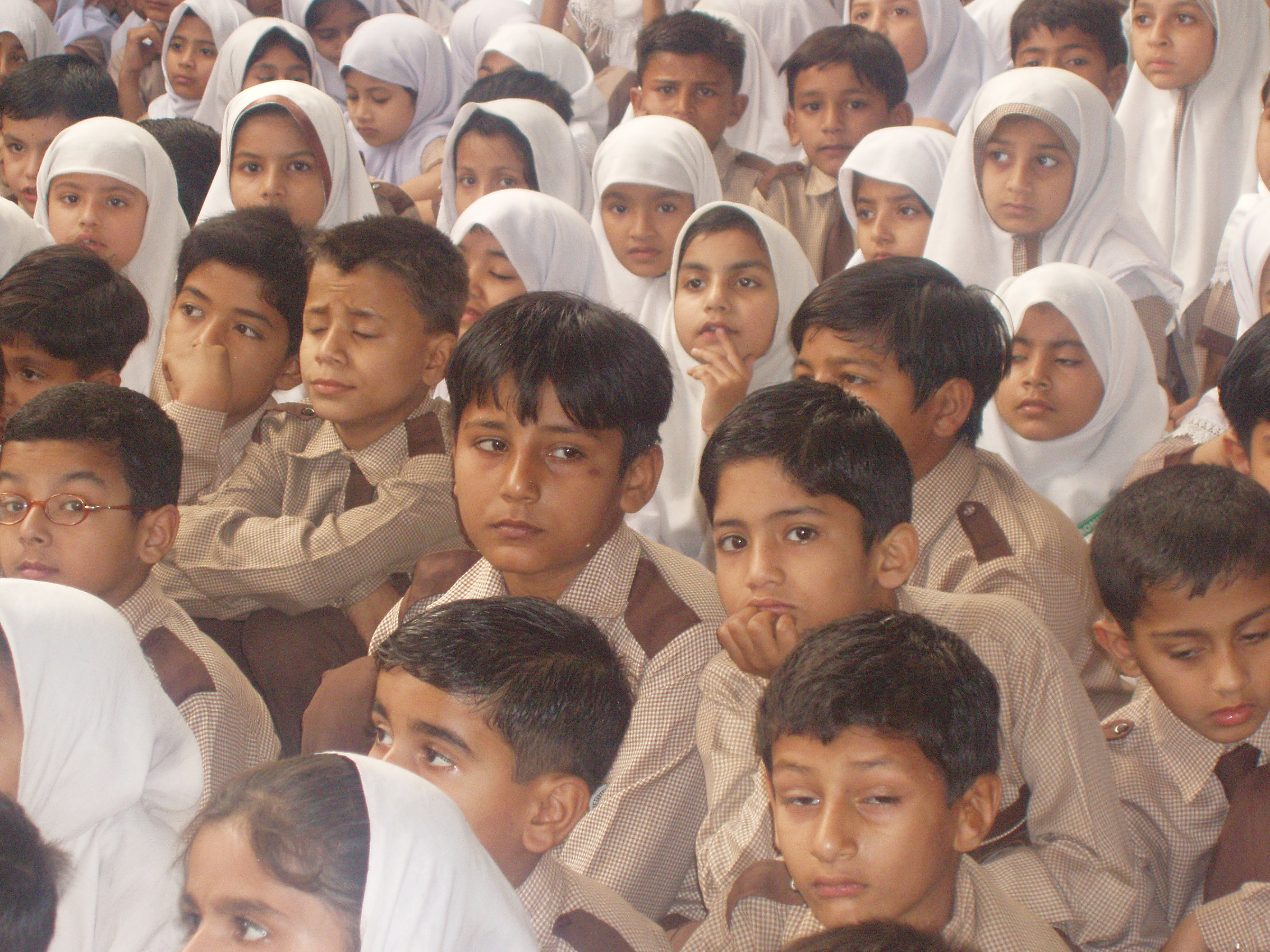
Écoliers du district.

La population principalement rurale du district vit surtout de l'agriculture. Reculé et peu développé, le district est relativement éloigné des principaux axes de communication. Il est toutefois traversé par la ligne de chemins de fer qui va de Hyderabad jusqu'à la frontière indienne via Khokhrapar et s'arrête à Mirpur Khas.
Selon un classement national de la qualité de l'éducation, le district se trouve en dessous de la médiane nationale, avec une note de 53 sur 100 et une égalité entre filles et garçons de 67 %. Il est classé 85e sur 141 districts au niveau des résultats scolaires et 81e sur 155 pour la qualité des infrastructures scolaires du primaire.

## Politique
À la suite de la réforme électorale de 2018, le district est représenté par les deux circonscriptions no 218 et 219 à l'Assemblée nationale ainsi que les quatre circonscriptions no 47 à 50 de l'Assemblée provinciale. Lors des élections législatives de 2018, cinq sont remportées par des candidats du Parti du peuple pakistanais et une par un candidat indépendant. Parmi eux, l'un des rares hindous députés est élu sur un siège provincial.
| Parti                                        | Voix (national) | %       | Élus nationaux | Élus provinciaux |
| -------------------------------------------- | --------------- | ------- | -------------- | ---------------- |
| Parti du peuple pakistanais                  | 173 734         | 50,09 % | 1              | 4                |
| Grande alliance démocratique                 | 51 208          | 14,76 % | 0              | 0                |
| Mouvement du Pakistan pour la justice        | 8 869           | 2,56 %  | 0              | 0                |
| Autres partis                                | 18 773          | 5,41 %  | 0              | 0                |
| Indépendants                                 | 94 275          | 27,18 % | 1              | 0                |
| Total exprimés (participation : 55,6 %)      | 346 859         | 100 %   | 2              | 4                |
| Source : Commission électorale du Pakistan,. |                 |         |                |                  |